# Tickets to My Downfall
Tickets to My Downfall è il quinto album in studio del cantante statunitense Machine Gun Kelly, pubblicato il 25 settembre 2020.
L'album segna un profondo cambiamento nella cifra stilistica del rapper, dato che registra un passaggio da un decennale rap/hip-hop al punk pop: fondamentale in questo passaggio l'amicizia nonché collaborazione nell'album stesso con il batterista dei Blink-182 Travis Barker, già presente in alcune collaborazioni precedenti. L'album ha debuttato alla numero uno della Billboard 200, con 60 000 copie equivalenti vendute nella prima settimana. Si tratta del primo album di Machine Gun Kelly a raggiungere tale posizione nella classifica statunitense.

## Produzione
L'iniziativa dell'album venne annunciata dall'artista stesso nel dicembre 2019 con un tweet sul proprio profilo: inizialmente indicato come album rock, venne poi dopo pochi giorni corretto in pop punk.
Il cambiamento stilistico di Colson viene anticipato in un certo senso con un singolo pubblicato il 18 dicembre 2019, why are you here.
Non esente da critiche dai suoi appassionati fan, il rapper spiega più volte di essere un artista poliedrico e di non volersi soffermare su un solo genere, provando a rompere le barriere del panorama musicale essendo "annoiato dalla normalità".
Fautori di questo passaggio stilistico sono sicuramente artisti come Yungblud, punk artist inglese, Travis Barker, batterista della rock band Blink-182, entrambi con spiccate tendenze pop-punk, con cui Colson ha più volte collaborato.
Come spiegato dall'artista stesso, l'idea di realizzare l'album è nata proprio da una sessione in studio con Barker.
Pochi giorni dopo l'uscita del singolo bloody valentine, rilasciando un'intervista a Beats1, Machine Gun Kelly presenta l'album come pieno di "energia, nostalgia e classicità", invitando in tal modo i giovani nonché suoi fan ad assecondare la passione per la musica e riprendere in mano gli strumenti musicali, oggi spesso sostituiti dai generi digitalizzati.
Di fronte ad insistenti critiche per aver apparentemente abbandonato la strada del rap, risponde con un singolo pubblicato il 13 marzo 2020, Bullets With Names (con Young Thug, Lil duke e RJMrLA), in cui insiste su quanto seriamente prenda il rapgame, inserendo ancora qualche richiamo al dissing con Eminem.
L'album, inizialmente programmato per la primavera 2020, viene dapprima rimandato al 17 luglio, poi spostato nuovamente al 25 settembre.
Il 1º ottobre 2020 viene pubblicata l'edizione SOLD OUT Deluxe Edition, contenente ulteriori 6 tracce, tra cui una cover dei Paramore misery business e la versione acustica di bloody valentine.

## Tracce
1. title track – 2:45
2. kiss kiss – 2:18
3. drunk face – 2:23
4. bloody valentine – 3:25
5. forget me too (feat. Halsey) – 2:51
6. all I know (feat. Trippie Redd) – 2:09
7. lonely – 3:10
8. WWIII – 0:59
9. kevin and barracuda interlude – 1:23
10. concert for aliens – 2:40
11. my ex's best friend (feat. blackbear) – 2:18
12. jawbreaker – 1:57
13. nothing inside (feat. Iann Dior) – 2:52
14. banyan tree interlude – 1:31
15. play this when I'm gone – 3:22

Durata totale: 36:03
Tracce bonus edizione deluxe "Sold Out"
1. body bag (feat. YUNGBLUD & Bert McCracken) – 2:50
2. hangover cure – 2:40
3. split a pill – 2:46
4. can't look back – 2:10
5. misery business (cover dei Paramore) – 3:21
6. bloody valentine (acoustic) – 3:16

Tracce bonus edizione deluxe Target
1. misery business (cover dei Paramore) – 3:21
2. roll the windows up – 2:25
3. in these walls (my house) (feat. PVRIS) – 2:48
4. love on the brain (cover di Rihanna) – 2:22

Tracce bonus edizione giapponese
1. bloody valentine (acustica) – 3:16
2. misery business (cover dei Paramore) – 3:21
3. love on the brain (cover di Rihanna) – 2:22